# Julgudda, Lingsugur
Julgudda là một làng thuộc tehsil Lingsugur, huyện Raichur, bang Karnataka, Ấn Độ.